# Колби, Уильям
Уильям Иган Колби (англ. William Egan Colby, 4 апреля 1920 — 27 апреля 1996) — американский государственный деятель, Директор Центральной разведки США (1973—1976).

## Биография
Родился в Сент-Поле, в 1941 году окончил Принстонский университет, получив степень бакалавра искусств. В августе того же года пошёл добровольцем в армию, получив звание 2-го лейтенанта. Служил в парашютно-десантных войсках. В 1943 году переведен в Управление стратегических служб. Летом 1944 года забрасывался на территорию оккупированной немцами Франции, а в 1945 году — в оккупированную Норвегию. За выполнение последней миссии удостоен воинской награды. Майор (1945).
После окончания Второй мировой войны посещал юридический факультет Колумбийского университета, где в 1947 году получил степень бакалавра юридических наук. Занимался частной юридической практикой вместе с бывшим начальником Управления стратегических служб У. Донованом.
В 1949—1950 годах работал в Национальном департаменте трудовых отношений в Вашингтоне.
После начала войны в Корее поступил на службу в Центральное разведывательное управление.
В 1951—1953 году работал в американском посольстве в Стокгольме, в 1953—1958 годах — в Риме, в 1959—1962 годах — представитель ЦРУ в посольстве США в Сайгоне (Южный Вьетнам).
В 1962—1967 годах работал в центральном аппарате ЦРУ в качестве начальника Дальневосточного управления Директората планирования.
В 1968 году вновь направлен во Вьетнам под прикрытием должности американского представителя Агентства международного развития. Участвовал в проведении операции «Феникс», в ходе которой были уничтожены десятки тысяч вьетнамцев, подозревавшихся в сочувствии к коммунистам.
В 1971 году, оставаясь сотрудником ЦРУ, официально устроился на работу в Госдепартамент.
Со 2 марта по 24 августа 1973 года — заместитель директора Центральной разведки по операциям. Одновременно — исполнительный секретарь комитета руководства ЦРУ.
10 мая 1973 года назначен президентом Р. Никсоном директором Центральной разведки и главой ЦРУ, 1 августа утвержден Сенатом, 4 сентября вступил в должность. Возглавлял ЦРУ до 30 января 1976 года.

 С Колби мы встречались на различных международных конференциях, посвященных будущему разведок, и установили с ним добрые отношения. Он много интересного рассказывал, называл себя диссидентом в ЦРУ. Его действительно там не любят, поскольку он пытался поставить это ведомство под контроль Конгресса, был автором ряда законов, которые ограничивали деятельность ЦРУ, главным образом по части «мокрых» дел. — В. А. Кирпиченко, 
В первой половине 70-х выступил со статьёй "Должны ли лесбиянки играть в профессиональной футбольной лиге" в журнале "Parade". 
В 1976 году оставил государственную службу с тем, чтобы посвятить себя мемуарам и чтению лекций. Автор книги «Благородные люди: моя жизнь в ЦРУ» («Honorable Men: My Life in the CIA», 1977).
Погиб 27 апреля 1996 году при аварии лодки недалеко от своего дома в Рок-Пойнте (Мэриленд). Его тело было найдено под водой 6 мая 1996 года. Последующее расследование показало, что он, скорее всего, выпал из лодки в результате сердечного приступа и захлебнулся, хотя некоторые СМИ высказывали сомнение в том, что это был несчастный случай.

## Личная жизнь
У. Колби был дважды женат, в первый раз — в 1945 году на Барбаре Хейнзен, в браке у супругов Колби было пятеро детей. В 1984 году У. Колби развёлся с Б. Хейзен и женился на дипломате Салли Шелтон, с которой прожил до своей смерти.

## Публикации
- Colby, William. Intelligence and the press: Address to the Associated Press annual meeting by William E. Colby on Monday, 7 April 1975 (англ.). — CIA (1975), 1975.
- Colby, William. Foreign intelligence for America: Address to the Commonwealth Club of California by William E. Colby on Wednesday, 7 May 1975 in San Francisco, California (англ.). — CIA (1975), 1975.
- Colby, William. Director of Central Intelligence press conference: CIA Headquarters auditorium, 19 November 1975 (англ.). — CIA (1975), 1975.
- Colby, William. Honorable Men: My Life in the CIA (неопр.). — Simon & Schuster; First edition (May 15, 1978), 1978. — ISBN 978-0671228750.
- Colby, William. The increased role of modern intelligence: A public speech on February 21, 1986 in Taipei (AWI lectures) (англ.). — Asia and World Institute (1986), 1986.